# Tientsinmassakern
Tientsinmassakern ägde rum i juni 1870 i staden Tientsin i Kina, när sextio personer mördades i staden under en protest mot den fransk-katolska missionen. Det var den största av flera attacker på kristna missionärer och konvertiter i Kina under 1800-talet. 
Det förekom en intensiv fransk-katolsk mission i staden sedan 1843, fokuserad runt det franska katolska barnhemmet och katedralen, som hade grundats för att rädda kinesiska spädbarn som lagts ut för att dö. Det fanns en växande avsky bland allmänheten mot de franska diplomaterna, prästerna och nunnorna i staden. Den konfucianska godsägarklassen runt staden såg det som sin plikt att försvara konfucianismen mot utländska inkräktare. Ett rykte om att missionärerna ägnade sig åt spädbarnsmord ledde till en attack på den franska konsuln och utlöste massakern. Massakern ledde till en diplomatisk kris. 